# Heteracris acuticercus
Heteracris acuticercus är en insektsart som beskrevs av Grunshaw 1991. Heteracris acuticercus ingår i släktet Heteracris och familjen gräshoppor. Inga underarter finns listade i Catalogue of Life.